# Outes
Outes és un municipi de la província de la Corunya a Galícia. Pertany a la Comarca de Noia. Limita amb els municipis de Muros, Mazaricos, Negreira i Noia. Està compost per les parròquies de A Serra de Outes, Cando (San Tirso), Entíns (Santa María), O Freixo de Sabardes (San Xoán), Matasueiro (San Lourenzo), Outes (San Pedro), Roo (San Xoán), San Cosme de Outeiro (San Cosme), Santo Ourente de Entíns (Santo Ourente), Tarás (San Xián) i Valadares (San Miguel)
| 9.160 | 10.025 | 11.303 | 10.128 | 8.050 |
| Fonts: INE i IGE (Els criteris de registre censal variaren i les dades de l'INE i de l'IGE poden no coincidir.) |        |        |        |       |